# Finale (Software)

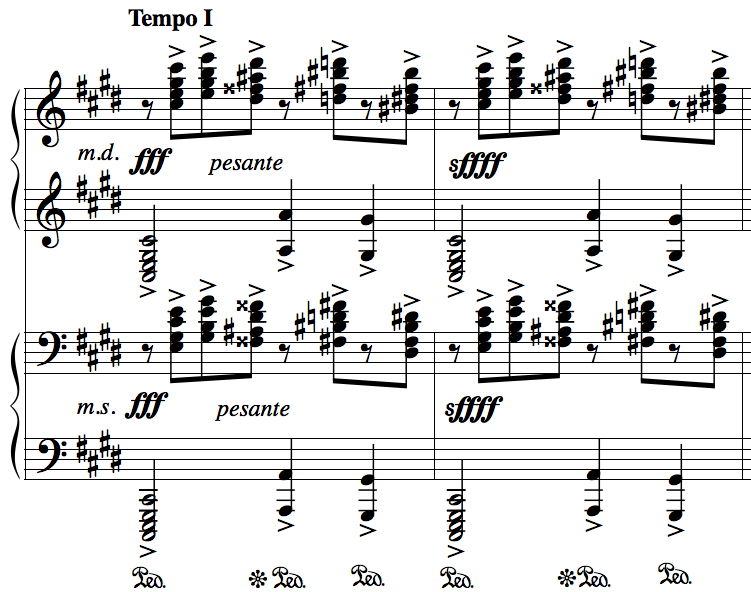
Rachmaninows Prélude cis-Moll Op. 3 Nr. 2, geschrieben in Finale 2007

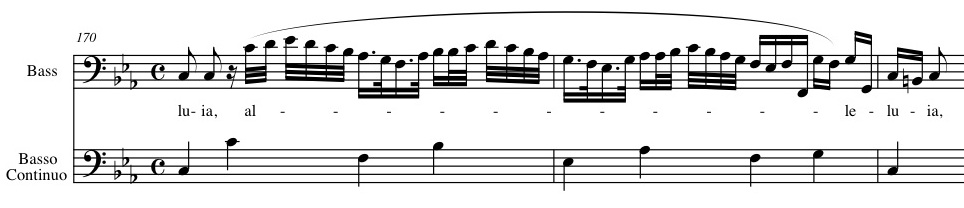
Dieterich Buxtehudes Kantate Der Herr ist mit mir (BuxWV 15), geschrieben in Finale 2006 (Mac)

Finale ist ein Notensatzprogramm der US-amerikanischen Firma MakeMusic. Es ist für die Betriebssysteme Windows und macOS verfügbar. Zum 26. August 2024 wurde der Neuverkauf und die Weiterentwicklung eingestellt.
Das Programm dient dem Erstellen und Drucken von Partituren bzw. Einzelstimmen und beherrscht alle gängigen Aufgaben des klassischen Notensatzes. Die eingegebene Musik kann über die Soundkarte per MIDI, der mitgelieferten Garritan-Samplingbibliothek oder über die VST-Schnittstelle mit anderen Samplingbibliotheken abgespielt werden. Das Programm verfügt auch über ein Filmfenster, das synchron zur eingegebenen Musik den zu vertonenden Film zeigt. Import- und Exportfunktionen für MP3-, EPUB-, WAV- oder MusicXML-Dateien ergänzen die Möglichkeiten. Im deutschsprachigen Raum wird Finale von Klemm Music Technology vertrieben.

## Funktionsumfang
Finale verfügt über verschiedene Arbeitsansichten. Das Notenfenster kann als Blatt, als Rolle oder der sogenannten Studioansicht, welche dem Look and Feel von Sequenzern nachempfunden ist, angezeigt werden. Zum Setzen von Zeichen oder zum Bearbeiten des Notentextes muss für jeden Schritt aus den Seitenleisten ein entsprechendes Icon ausgewählt werden. Der werkzeugorientierte Workflow, wie man ihn etwa auch von Photoshop kennt, wird von manchen Anwendern besonders auch im Vergleich zu Konkurrenzprodukten als unintuitiv kritisiert. Dem gegenüber steht die große Fülle an Möglichkeiten und Zusatzfunktionen, auch im Bereich Multimedia-Anbindung. Neben einem Mixer und einem Film-Fenster verfügt Finale über zahlreiche Notenfonts und unterstützt den VST-Standard.

## Produktfamilie
Je nach Anspruch und Bedarf gibt es verschiedene Ausgaben von Finale, die jeweils abgestufte Funktionen haben. Aufgelistet sind jeweils einige Merkmale, die sich gegenüber der nächstniedrigeren Version unterscheiden.
- Finale (unendlich viele Notensysteme, keine Einschränkungen)
- Finale Allegro (bis zu 32 Systeme, verschiedene Notenlinien, freie Platzierung von Takt- und Tonartwechseln, Dirigentenpartitur) – eingestellt
- Finale PrintMusic (Einscannen von Noten, 24 Systeme gleichzeitig, Vortragszeichen einfügbar, Schlagzeugnotation, mehr Einflussmöglichkeiten auf das Seitenlayout, Importmöglichkeit aus anderen Notensatzprogrammen)
- Finale Songwriter (zusätzliche Möglichkeiten der Eingabe wie per Tastatur oder MIDI, Ausgabe auch in MP3-Formaten, gleichzeitige Aufnahme und Wiedergabe, Akkordsymbole und Griffbilder einfügbar) – eingestellt
- Finale Notepad Plus (wie Finale Notepad, jedoch mit erweiterter MIDI-Unterstützung) – 2007 eingestellt
- Finale Notepad (einfache Notensätze können geschrieben werden)
- Finale Reader (nur zum Lesen, Abspielen und Ausdrucken von Noten) – 2012 eingestellt
- Finale SongBook (vorher: Finale iPad Music Viewer) (nur Lesen von Partituren auf dem iPad), 2012–2014[5][6]

## Wissenswertes
Die ursprüngliche und erste Version von Finale erschien 1989. Initialer Programm-Autor und Programmierer war Phil Farrand, der für die Firma Coda Music arbeitete. Später kaufte Net4Music die Software auf und nannte sich einige Zeit später in MakeMusic um. Bis Finale 3.7 folgten die Versionsnummern der Releases der klassischen Bezeichnung, von da an wechselte der Herausgeber zu Jahreszahlen als Identifizierung und brachte jährlich eine neue Ausgabe von Finale heraus, beginnend mit Finale 1997. 2012 wurde bekannt gegeben, dass der jährliche Rhythmus unterbrochen wird und es 2012 keine Version 2013 geben wird.
Finale 2004 ist erstmals auch unter Mac OS X lauffähig, doch erst ab Finale 2005 sollte Finale auch erstmals hybrid für Windows und Mac OS ausgeliefert werden. Im Jahr 2005 erschien zum ersten Mal die abgespeckte Version Finale Allegro.
Finale NotePad wurde in den Versionen 2009–2011 kostenpflichtig. In der Zwischenzeit bestand mit Finale Reader eine kostenfreie Möglichkeit zum Anschauen von Finale-Dateien. 2010 wurden die Varianten Notepad plus und Allegro eingestellt.
Die Version 2012 wurde im Herbst 2011 veröffentlicht und bietet Neuerungen wie den ScoreManager, Unterstützung von Text im Unicode-Format, direktes Erstellen von PDF-Dateien aus dem Programm heraus, einen aktualisierten Noten-Assistenten (Wizard), verbessertes Sound-Management sowie eine umfangreichere Garritan Library. Die Version Finale NotePad 2012 wird wieder kostenlos angeboten.
Im Jahr 2012 wies die Firmenbilanz von MakeMusic erstmals rote Zahlen auf, weswegen im Sinne der Shareholder Veränderungen der Firmenstrukturen anvisiert wurden.
Vor diesem Hintergrund wurde das Übernahmeangebot eines Finanzinvestors mit der Summe von 13,5 Millionen $ angenommen. MakeMusic ist seither Tochter der Risikokapital-Gesellschaft LaunchEquity Partners.
In einem im März 2014 veröffentlichten Posting innerhalb der MusicXML-Community deckte die Informatik-Koryphäe L Peter Deutsch den Umstand auf, dass das neue Dateiformat von Finale 2014 geändert und verschlüsselt worden sei, um Kunden zukünftig an das eigene Produkt zu binden, da für die innerhalb des Major Releases erfolgten internen Umstellungen keine nachvollziehbaren, technischen Beweggründe sprechen würden. Auf die von Deutsch vorgebrachten Kritikpunkte wurde seitens MakeMusic nicht inhaltlich eingegangen. Im Rahmen eines Umzugs der Postings von einer vormals bestehenden Mailingliste auf ein neu eingerichtetes Forum wurden L Peter Deutschs diesbezügliche Beiträge gelöscht.
Am 7. August 2014 veröffentlichte MakeMusic die Pressemitteilung, dass sie mit Peaksware fusioniere. Peaksware ist ebenfalls Tochter von LaunchEquity und fertigt Software für Ausdauer-Training, die von Sportlern eingesetzt wird.
Am 26. August 2024 wurde überraschend die Einstellung von Finale verkündet. Nach Mitteilung des amerikanischen Herstellers lohne sich eine Weiterentwicklung nicht mehr und der Verkauf sowie die Weiterentwicklung wurden mit sofortiger Wirkung eingestellt. Eine Neuinstallation und Support seien noch bis 25. August 2025 möglich. Für den amerikanischen Markt wurde ein Nachlass für die Software Dorico 5 Pro der Firma Steinberg als Alternative angekündigt.

## Versionsgeschichte

Oberfläche in Version 1.0 (1989)

| Version    | Veröffentlichung | Anmerkungen |
| ---------- | ---------------- | --- |
| 1.0        | 1989             | Erste Version |
| 1997 (3.7) | 1997             | Benennung erstmals nach Erscheinungsjahr |
| 2004       | Frühjahr 2004    | Native Mac OS X-Unterstützung |
| 2005       |                  | Windows- und Mac OS-Version jetzt auf einer Distribution-CD/als ein einziges Setup                                                                                               |
| 2006       | Sommer 2005      | Garritan-Personal-Orchestra- und SmartScore Lite-Integration, neue Studio-Ansicht, TempoTap                                                                                      |
| 2007       |                  | Dynamische Einzelstimmenauszüge |
| 2008       |                  | Bessere Clipboardunterstützung, Video-Einbindung, Mixer, Audio-Export und -Import, Drum-Groove, Band-in-a-Box-Plugin, verbesserte Gitarrentabs, Übungsassistent                  |
| 2009       |                  | Mehrseitenansicht, Verbesserung des Human Playbacks, verbesserter Workflow |
| 2010       |                  | Neue Formatunterstützung beim Grafik-Import, einfachere Akkordeingabe, neuer Grafik-Export, VST/AU-Unterstützung für externe Soundbibliotheken                                   |
| 2011       |                  | Verbesserte Lyrics-Eingabe, Neue Schlagzeug und Perkussions-Features |
| 2012       | Herbst 2011      | Partiturverwaltung mit einfacherem Instrumentenwechsel, Unicode-Unterstützung, PDF-Exportfunktion, MusicXML 3.0, größere Garritan Bibliothek, Direktes Layout im Notenbild       |
| 2014       | Januar 2014      | Neues vor- und rückwärts kompatibles, aber verschlüsseltes Dateiformat, verbesserte Kollisionserkennung bei Polyphonie, neue Icons und Grafikelemente in der Bedienoberfläche, … |
| Version 25 | August 2016      | 64-Bit-Programmcode, Rewire-Unterstützung, Eingabe von transponierenden Instrumenten                                                                                             |
| Version 26 | Oktober 2018     | Erweiterte Akkordbibliotheken, neue Vorlagen, intelligente Platzierung von Artikulationen, intelligentes Verhalten von Legatobögen, Tremoli und Notenhälsen ...                  |

## Erweiterungen
Das Notensatzprogramm Finale ist durch Plug-ins erweiterbar. So kann zum Beispiel das Notenscanprogramm SmartScore über eine Schnittstelle eingebunden werden. Medieval realisiert altertümliche Notationsstile. Die TGTools ermöglichen vereinfachte Befehle (wie beispielsweise das Setzen von Wiederholungen mit Wiederholtakten). Von 2008 bis 2016 existierte auch ein Band-in-a-Box-Plugin. Mit dessen Hilfe konnte für eine mit Akkorden versehene Melodiestimme automatisch eine Instrumentierung generiert werden.
Weitere erhältliche Erweiterungen sind Braille Music Kit, Classic Transposition, JW Plug-ins, JW Lua, Perfect Layout, Tuplet Copy, Tuplet Mover, Staff Sets, Patterson Beams and Settings Scrapbook.

## Sonstiges
Über die Plattform Net4Music.com konnten Anwender ihre mit Finale erstellten Dateien direkt vertreiben. Diese von der Herstellerfirma MakeMusic! betriebene Plattform wurde am 1. Oktober 2002 abgeschaltet.
Später wurde eine andere Möglichkeit zum Austausch von mit Finale erstellten Noten angeboten: das Finale Showcase, deutsch als Finale-Schaufenster bezeichnet. Diese vom englischen Hersteller MakeMusic auf dessen Produkt-Website betriebene Plattform wurde Anfang 2013 im Rahmen einer völligen Neugestaltung jener Website abgeschaltet.
Finale diente als Notationssoftware auch als Grundlage für Filmmusik, so unter anderem bei den im Jahr 2008 oscarprämierten Filme wie Ratatouille, Michael Clayton, Sweeney Todd – Der teuflische Barbier aus der Fleet Street, Elizabeth – Das goldene Königreich, Der Goldene Kompass; sowie oscar-nominierten Filmen wie Pirates of the Caribbean – Am Ende der Welt, Todeszug nach Yuma, Der Klang des Herzens, Verwünscht und Transformers.